# جدول ميداليات دورة الألعاب الآسيوية 1982

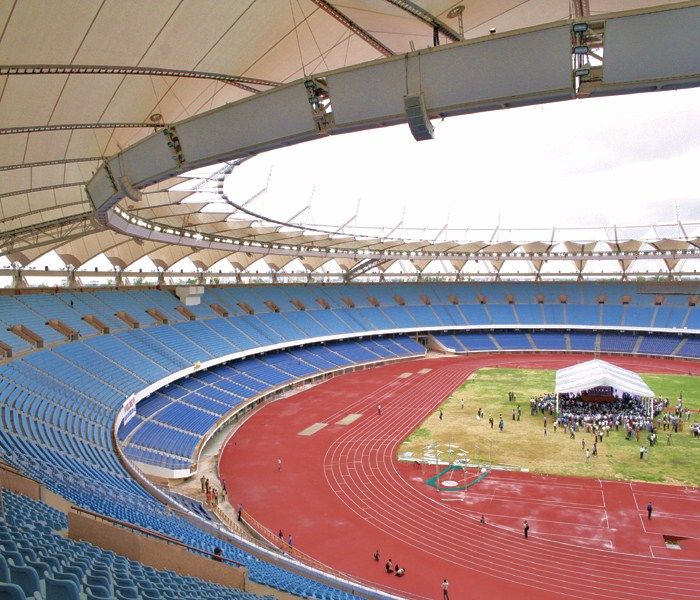
ملعب جواهر لعل نهرو في دلهي كمَا يظهر في يُوليو 2010، كانَ المكان الرَّئيسي لدورة الألعاب الآسيوية 1982.

كانَت دورة الألعاب الآسيوية 1982 (المعروفة أيضًا باسم دورة الألعاب الآسيوية التَّاسِعَة)[a] حدثًا مُتعدد الرياضات عُقِدَ في دلهي الهِنديَّة، مِن 12 نوفمبر إلى 4 ديسمبر 1982. وشارَكَ ما مَجموعه 3,411 رياضيًّا من 33 لجنة أولمبية وطنية خِلال هذِه الألعاب، وتَنافَسوا في 147 حدثًا في 21 رياضة و 22 تخصصًا. كانَ عدد الدول المُشارِكَة هو الأكبر في تاريخ الألعاب الآسيوية مُنذ بدايتها. أُدرِجَت كُرة اليد والفروسية والتجديف والغولف لأوَّل مرة؛ واستُبعِدَت المُبارزة والبولينج. جدول الميداليات هذا يُرتِّبُ مُشاركة اللِّجَن الأولمبية حسبَ عدد المِيداليات الذهبيَّة.
فاز الرياضيون مِن 23 لجنة أولمبية وطنية مُشاركة بميدالية واحِدة على الأقل؛ حصل الرياضيون من 16 لجنَة على ميدالية ذهبية واحدة على الأقل. حصل الرياضيون الصِّينيون على 61 ميدالية ذهبية، وهُو أكبر عددٍ بين جميع الدُّول، وقاد عدد الميداليات الذهبية لأول مرة في تاريخهم الآسيوي. فازت اليابان بأكبر عددٍ من الميداليات في النُّسَخ السابقة للألعاب. تنافست الصين لأول مرةٍ في دورة الألعاب الآسيوية 1974 في طهران، حيثُ احتلَّت المركز الثالث في جدول الميداليات. وفازوا رياضيو الصِّين واليابان بأكبر عددٍ من الميداليات برصيد 153 ميدالية، وحصلت الصين على أكبر عددٍ من الميداليات في كلِّ نُسخةٍ من الألَعاب مُنذ 1982. واحتلَّت كُوريا الجنوبية المركز الثالث في مجمُوع الميداليات. احتلَّت كُوريا الشمالية المَركز الخامس في مجموع الميداليات، والرابع في عدد الميداليات الذهبية. فاز رياضيو الدولة المضيفة (الهِند) بـ57 ميدالية إجمالًا (13 ذهبية و 19 فضية و 25 برونزية، أفضلُ أداءٍ لها مُنذ عام 1951)، وفازت بالمركز الخامس من حيثُ الميداليات الذهبية.

## جدول الميداليات
يَتوافَقُ التَّرتيب في هذا الجَدول مع اتفاقية اللجنة الأولمبية الدولية في جداول الميداليات المَنشورة. افتراضيًا، يُرتَّبُ الجدول حسب عدد الميداليات الذهبية التي فاز بها الرياضيون من بلد (في هذا السياق، الأمة هي كيان تمثله اللجنة الأولمبية الوطنية). يُؤخَذ عددُ الميداليات الفضية بعين الاعتبار بعد ذلك، ثم عدد الميداليات البرونزية. إذا كانت الدول لا تزال مُقيَّدة، تعطى مرتبة مُتساوية؛ تُسردُ أبجديًا بواسطة رمز بلد اللَّجنة الأولمبية الدَّوليَّة.
مُنِحَت 614 ميدالية (199 ذهبية و 200 فضية و 215 برونزية). إجمالي عدد الميداليات البرونزية أكبر من إجمالي عدد الميداليات الذهبية أو الفضيَّة لأنَّه مُنحَت ميداليتين برونزيتين لكل حدثٍ في ثلاث رياضات: كرة الريشة والمُلاكمة وتنس الطاولة (باستثناء أحداث الفريق). بالإضافة إلى ذلك، كان هُناك تعادل للميدالية الفضية في سباق 200 متر سباحة المتنوعة للسيدات ولم تُمنَح أي برونزية. في أحداث الجمباز مُنحَت العديد من الميداليات المُشتركة؛ التعادل ثلاثي في حصان الرملي للرجال وربطة عنق في خاتم الرجال في المركز الأول، يعني أنه تُمنح أي فضيات لهذه الأحداث. ثلاثة لاعبات جمباز في قضبان مُتوازية للرجال واثنان لكل منهما في طابق الرجال، وبار نسائي غير متساوٍ وأرضية نسائية مُرتبطة بالمركز الثاني، ومِنهُ لم تُمنح البرونزيات في هذه الأحداث وأيضًا لم تُمنح الفضية للقضبان المُتوازية للرجال. التعادل في المركز الثالث في قبو الرجال يعني أنه مُنحت ميداليتين برونزيتين.
  *   البلد المضيف ( الهند)
| المرتبة | فريق                 | ذهبية | فضية | برونزية | المجموع |
| ------- | -------------------- | ----- | ---- | ------- | ------- |
| 1       | الصين (CHN)          | 61    | 51   | 41      | 153     |
| 2       | اليابان (JPN)        | 57    | 52   | 44      | 153     |
| 3       | كوريا الجنوبية (KOR) | 28    | 28   | 37      | 93      |
| 4       | كوريا الشمالية (PRK) | 17    | 19   | 20      | 56      |
| 5       | الهند (IND)*         | 13    | 19   | 25      | 57      |
| 6       | إندونيسيا (INA)      | 4     | 4    | 7       | 15      |
| 7       | إيران (IRI)          | 4     | 4    | 4       | 12      |
| 8       | باكستان (PAK)        | 3     | 3    | 5       | 11      |
| 9       | منغوليا (MGL)        | 3     | 3    | 1       | 7       |
| 10      | الفلبين (PHI)        | 2     | 3    | 9       | 14      |
| 11      | العراق (IRQ)         | 2     | 3    | 4       | 9       |
| 12      | تايلاند (THA)        | 1     | 5    | 4       | 10      |
| 13      | الكويت (KUW)         | 1     | 3    | 3       | 7       |
| 14      | سوريا (SYR)          | 1     | 1    | 1       | 3       |
| 15      | ماليزيا (MAS)        | 1     | 0    | 3       | 4       |
| 16      | سنغافورة (SIN)       | 1     | 0    | 2       | 3       |
| 17      | أفغانستان (AFG)      | 0     | 1    | 0       | 1       |
| 17      | لبنان (LBN)          | 0     | 1    | 0       | 1       |
| 19      | البحرين (BRN)        | 0     | 0    | 1       | 1       |
| 19      | السعودية (KSA)       | 0     | 0    | 1       | 1       |
| 19      | فيتنام (VIE)         | 0     | 0    | 1       | 1       |
| 19      | قطر (QAT)            | 0     | 0    | 1       | 1       |
| 19      | هونغ كونغ (HKG)      | 0     | 0    | 1       | 1       |
| المجموع | المجموع              | 199   | 200  | 215     | 614     |

## توزيع الميداليات
1. أفغانستان
2. البحرين
3. الصين
4. كوريا الشمالية
5. هونغ كونغ
6. الهند
7. إندونيسيا
8. إيران
9. العراق
10. اليابان
11. كوريا الجنوبية
12. الكويت
13. لبنان
14. ماليزيا
15. مانغوليا
16. باكستان
17. الفلبين
18. قطر
19. السعودية
20. سنغافورة
21. سوريا
22. تايلاند
23. فيتنام

## مُلاحظات ومَراجِع

### مُلاحظات
- a  «دورة الألعاب الآسيوية التَّاسعة» هو المُصطلح العام الذي استخدَمته الحكومة الهندية واللجنة التنظيمية الخاصة للألعاب الآسيوية 1982 (SOC)، والتي خلفتها هيئة الرياضة في الهند (SAI).[19][20]

### مَراجِع
1. ↑  "IX Asian Games". مجلس الرياضة الباكستاني. مؤرشف من الأصل في 24 مارس 2012. اطلع عليه بتاريخ 11 أبريل 2011.
2. ↑  "IX Asian Games, New Delhi 1982" (PDF). India Ministry of Youth Affairs and Sports. مؤرشف من الأصل (PDF) في 2012-03-10. اطلع عليه بتاريخ 2011-04-16.
3. ↑  "New Delhi 1982". المجلس الأولمبي الآسيوي. مؤرشف من الأصل في 13 يونيو 2010. اطلع عليه بتاريخ 1 أبريل 2011.
4. 1 2  "Overall Medal Standings – New Delhi 1982". المجلس الأولمبي الآسيوي. مؤرشف من الأصل في 16 يونيو 2010. اطلع عليه بتاريخ 2 أبريل 2011.
5. ↑  Gupta, Ranjan (8 ديسمبر 1982). "Asian Games: China the big winner". سيدني مورنينغ هيرالد. ص. 17. مؤرشف من الأصل في 2015-10-09. اطلع عليه بتاريخ 2011-04-13.
6. ↑  "China expects to top Asian Games medals tally". الصحيفة الهندوسية. 10 نوفمبر 2010. مؤرشف من الأصل في 2016-03-04. اطلع عليه بتاريخ 2011-04-09.
7. ↑  Xu, Guoqi (2008). Olympic dreams: China and sports, 1895-2008. دار نشر جامعة هارفارد. ص. 55–60. ISBN:0-674-02840-6.
8. ↑  Hartmann-Tews, Ilse؛ Pfister, Gertrud (2003). Sport and women: social issues in international perspective. روتليدج. ص. 232–235. ISBN:0-415-24628-8.
9. ↑  "The 9th Asian Games in New Delhi, India". Sify. مؤرشف من الأصل في 20 أكتوبر 2012. اطلع عليه بتاريخ 9 أبريل 2011.
10. ↑  Kaur Vijay؛ Sriman R؛ Rijvi S.T. Husain (1988). "Yojana (Spotlight on youth & sports)". Socio-Economic. Delhi: Publications Division, وزارة الإعلام والإذاعة الهندية. ج. 32 رقم  12. ص. 18–36.
11. ↑  "India record their best-ever performance in Asian Games". تايمز أوف إينديا. 26 نوفمبر 2010. مؤرشف من الأصل في 2019-11-30. اطلع عليه بتاريخ 2011-04-09.
12. ↑  Johnson، Ian (13 أغسطس 2008). "Who's on First in Medals Race". وول ستريت جورنال. مؤرشف من الأصل في 2020-06-01. اطلع عليه بتاريخ 2011-04-11.
13. ↑  "Badminton – Past Medals (Medallists from previous Asian Games – Badminton)". دورة الألعاب الآسيوية 2006' official website. واي باك مشين. 28 نوفمبر 2006. مؤرشف من الأصل في 2007-01-04. اطلع عليه بتاريخ 2011-04-14.
14. ↑  "Boxing – Past Medals (Medallists from previous Asian Games – Boxing)". Doha Asian Games' official website. Wayback Machine. 28 نوفمبر 2006. مؤرشف من الأصل في 2007-01-04. اطلع عليه بتاريخ 2011-04-14.
15. ↑  "Table Tennis – Past Medals (Medallists from previous Asian Games – Table Tennis)". Doha Asian Games' official website. Wayback Machine. 26 نوفمبر 2006. مؤرشف من الأصل في 2007-01-04. اطلع عليه بتاريخ 2011-04-14.
16. ↑  "Swimming – Past Medals (Medallists from previous Asian Games – Swimming)". Doha Asian Games' official website. Wayback Machine. 29 نوفمبر 2006. مؤرشف من الأصل في 2007-01-05. اطلع عليه بتاريخ 2011-04-14.
17. ↑  Azawi, Salih al. "All Asian Games – Artistic Gymnastics Men". gymnasticsresults.com. مؤرشف من الأصل في 19 سبتمبر 2012. اطلع عليه بتاريخ 13 أبريل 2011.
18. ↑  Azawi, Salih al. "All Asian Games – Artistic Gymnastics Women". gymnasticsresults.com. مؤرشف من الأصل في 19 سبتمبر 2012. اطلع عليه بتاريخ 13 أبريل 2011.
19. ↑  برلمان الهند – لوك سابها (1983). Lok Sabha debates. نيودلهي: Lok Sabha Secretariat. ص. 158–167.
20. ↑  Gupta, K.R.؛ Gupta, Amita (2006). "Youth Affairs Sport and Games". في Gupta, K.R.؛ Gupta, Amita (المحررون). Concise Encyclopaedia of India. New Delhi: Atlantic Publishers & Distributors. ج. 3. ص. 954–955.

## وصلات خارجيَّة
- الموقع الرَّسمي للمجلس الأولمبي الآسيوي نسخة محفوظة 6 سبتمبر 2018 على موقع واي باك مشين.